# Gorgone basisignata
Gorgone basisignata là một loài bướm đêm trong họ Noctuidae.